# هادي ساكو
هادي ساكو (24 مارس 1994 في فرنسا - ) (بالفرنسية: Hadi Sacko) هو لاعب كرة قدم فرنسي ومالي في مركز الهجوم. شارك مع منتخب فرنسا تحت 16 سنة لكرة القدم ومنتخب فرنسا تحت 18 سنة لكرة القدم ومنتخب فرنسا تحت 19 سنة لكرة القدم ومنتخب فرنسا تحت 20 سنة لكرة القدم. أما مع النوادي، فقد لعب مع جيروندان بوردو وسبورتينغ لشبونة ونادي سوشو ونادي لوهافر.

## وصلات خارجية
- هادي ساكو على موقع الاتحاد الأوربي (الإنجليزية)
- هادي ساكو على موقع اتحاد تركيا (لاعب) (الإنجليزية)
- هادي ساكو على موقع رابطة كرة القدم الفرنسية للمحترفين (الإنجليزية)
- هادي ساكو على موقع إي إس بي إن إف سي (الإنجليزية)
- هادي ساكو على موقع قاعدة بيانات كرة القدم.إي يو (الإنجليزية)
- هادي ساكو على موقع ليكيب (الفرنسية)
- هادي ساكو على موقع ناشيونال فوتبول تيمز (الإنجليزية)
- هادي ساكو على موقع Soccerway.com (الإنجليزية)
- هادي ساكو على موقع عالم كرة القدم.نت (الإنجليزية)
- هادي ساكو على موقع AS.com (الإسبانية)